# Pokój w Saint-Germain (1570)
Pokój w Saint Germain – pokój zawarty 8 sierpnia 1570 w trakcie wojen religijnych we Francji.
Po obaleniu edyktu z Saint-Germain we Francji wybuchły wojny religijne. Pierwsza z nich trwająca w latach 1562-1563 zakończyła się wydaniem w 1563 edyktu z Amboise, który przyznał hugenotom ograniczoną swobodę religijną. Jego postanowienia nie zadowoliły ani katolików, ani hugenotów. Prowadzona przez królową Katarzynę Medycejską polityka kompromisu po kilku latach załamała się. Książę Kondeusz usiłował porwać króla Karola IX. Zamach nie udał się, ale doprowadził do wybuchu drugiej wojny religijnej. Zakończył ją w marcu 1568 pokój w Longjumeau. I ten kompromis wkrótce załamał się. W 1568 Karol IX wydał edykt zakazujący kultu kalwińskiego pod karą śmierci, wygnał z kraju pastorów i zakazał hugenotom piastowania urzędów. Wybuchła trzecia wojna religijna. Hugenoci ponieśli klęski pod Jarnac i Moncontour, ale katolicy nie zdołali zdobyć protestanckich miast. Brak środków na dalsze prowadzenie wojny zmusił króla do zawarcia pokoju w Saint Germain, który dawał hugenotom amnestię, prawo piastowania urzędów, wolność kultu religijnego (z wyjątkiem Paryża) i cztery twierdze: La Rochelle, Cognac, Montauban i La Charité jako „miejsca bezpieczeństwa”. Parlament paryski zarejestrował pokój 11 sierpnia 1570.
Zawarcie pokoju umożliwiło hugenotom zwołanie synodu w La Rochelle, na którym dokonali reformy swojej organizacji kościelnej i zasad wyznaniowych. Pokój miał zostać umocniony poprzez małżeństwo kalwina króla Nawarry Henryka IV i katoliczki Małgorzaty de Valois, córki Katarzyny Medycejskiej. Ich wesele stało się okazją do pogromu protestantów czyli nocy św. Bartłomieja. We Francji rozpoczęły się kolejne wojny religijne zakończone dopiero w 1598 edyktem nantejskim.